# Белоусово
Белоусово (на руски: Белоусово) е град в Русия, разположен в Жуковски район, Калужка област. Населението на града към 1 януари 2018 е 9575 души.